# Hubert Humphrey
Hubert Humphrey Horatio, Jr (ngày 27 tháng năm 1911 – 13 tháng 1 năm 1978) là một chính trị gia người Mỹ đã từng là Phó Tổng thống thứ 38 của Hoa Kỳ dưới thời Tổng thống Lyndon B. Johnson từ năm 1965 đến năm 1969. Humphrey hai lần phục vụ tại Thượng viện Hoa Kỳ, đại diện cho Minnesota 1949-1964 và năm 1971 đến năm 1978. Ông là ứng cử viên của đảng Dân chủ trong cuộc bầu cử tổng thống năm 1968, để thua ứng cử viên đảng Cộng hòa Richard M. Nixon.

## Tiểu sử
Sinh ra tại Wallace, Nam Dakota vào năm 1911, Humphrey học tại Đại học Minnesota trước khi có giấy phép dược sĩ từ trường dược Capitol vào năm 1931. Ông đã giúp quản lý hiệu thuốc của cha mình cho đến năm 1937 khi ông trở về học viện, tốt nghiệp với bằng thạc sĩ từ Đại học bang Louisiana vào năm 1940, nơi ông là một người hướng dẫn khoa học chính trị. Ông trở lại Minnesota trong Thế chiến II và trở thành một người giám sát việc quản lý tiến trình. Sau đó ông được bổ nhiệm làm giám đốc tiểu bang của các chương trình phục vụ chiến tranh Minnesota trước khi trở thành trợ lý giám đốc của Ủy ban Nhân lực chiến tranh. Năm 1943, Humphrey đã trở thành giáo sư khoa học chính trị tại Macalester College và chạy đua một chiến dịch tranh cử nhưng thất bại cho thị trưởng thành phố Minneapolis. Humphrey đã giúp thành lập Đảng Dân chủ-nông dân-Lao động Minnesota (DFL) vào năm 1944, và vào năm 1945, trở thành ứng cử viên DFL cho thị trưởng thành phố Minneapolis cho một lần thứ hai, chiến thắng với 61% phiếu bầu. Humphrey từng làm thị trưởng 1945-1948, ông được tái đắc cử và trở thành đồng sáng lập của nhóm chống cộng tự do người Mỹ cho Hành động Dân chủ vào năm 1947.

## Hoạt động tại Thượng viện
Humphrey được bầu vào Thượng viện năm 1948, năm đề nghị của ông kết thúc phân biệt chủng tộc đã được đưa vào nền tảng bên tại Hội nghị Quốc gia Dân chủ, nơi mà ông đã cho một bài phát biểu đáng chú ý nhất của mình trên sàn ước, cho thấy Đảng Dân chủ "bước vào ánh nắng của quyền con người. "[1] Ông phục vụ ba nhiệm tại Thượng viện 1949-1964 và là lãnh đạo đảng dân chủ tại Thượng viện từ năm 1961 đến năm 1964. trong nhiệm kỳ của ông, Humphrey là tác giả chính của Luật dân quyền năm 1964, giới thiệu sáng kiến đầu tiên để tạo ra Peace Corps, tài trợ các điều khoản của Đạo luật McCarran để đe dọa các trại tập trung để "phá hoại", đề xuất làm cho Đảng Cộng sản thành viên một trọng tội và chủ trì Ủy ban Chọn giải trừ quân bị.